# Bachenbülach
Bachenbülach är en ort och kommun i distriktet Bülach i kantonen Zürich, Schweiz. Kommunen har 4 316 invånare (2023).